# Mortal Kombat: Arcade Kollection
Mortal Kombat Arcade Kollection é um jogo de luta de 2011 desenvolvido pela Other Ocean Interactive e pela Netherrealm Studios e publicado pela Warner Bros Games. É uma compilação das versões originais do arcade da série de luta Mortal Kombat. A coleção inclui: Mortal Kombat (1992), Mortal Kombat II (1993) e Ultimate Mortal Kombat 3 (1995).
O jogo foi lançado após o cancelamento de um remake em HD dos três primeiros títulos da franquia, que se chamaria Mortal Kombat HD Arcade Kollection. Mortal Kombat Arcade Kollection foi lançado em mídia digital na PlayStation Network e na Xbox Live em 31 de agosto de 2011 e para o PC em 1 de fevereiro de 2012, através da Steam.

## Jogabilidade
O jogo inclui jogabilidade on-line e até os personagens desbloqueáveis podem ser usados nesse modo.

## Desenvolvimento
O jogo supostamente era pra ser um remake em HD dos primeiros jogos de Mortal Kombat, e os sprites dos personagens seriam completamente refeitos com novos atores, isso tudo antes de ser cancelado.
A Other Ocean Interactive estava desenvolvendo o jogo, o estúdio é o mesmo que criou Ultimate Mortal Kombat para o Nintendo DS. O projeto sequer havia sido anunciado até o cancelamento, e então a Other Ocean resolveu lançar apenas uma compilação que emulava os títulos clássicos de Arcade.
Alguns modelos 3D para os Animalities e para Mileena que foram feitos para Mortal Kombat Arcade Kollection HD vazaram pelo artista Jeremy Kohar em 2013. Anteriormente, um pouco mais de conteúdo da filmagem foi revelado pelo artista John Montenegro.